# 4. leden
4. leden je čtvrtý den roku podle gregoriánského kalendáře. Do konce roku zbývá 361 dní (362 v přestupném roce).

## Události

### Česko
- 1880 – Na Žofíně se konal velký koncert při příležitosti 50. výročí Smetanova prvního veřejného vystoupení: Bedřich Smetana zde sám zahrál na klavír a poprvé byly zpívány Večerní písně a hrány Tábor a Blaník z Mé vlasti
- 1896 – V pražském Rudolfinu se konal první koncert České filharmonie.
- 1981 – Československá televize poprvé odvysílala ranní blok pořadů pro děti Studio Kamarád s „moderátory“ Jů a Hele, který je od té doby součástí programu každé neděle i v nástupnické České televizi.
- 1993 – Česká televize poprvé odvysílala ranní blok živého vysílání Studio 6, který je od té doby součástí programu každý pracovní den.

### Svět
- 1642 – Karel I. společně se 400 ozbrojenci vtrhl do londýnského parlamentu pozatýkat největší buřiče, kteří ale byli varováni a utekli.
- 1762 – Velká Británie vyhlásila válku Španělsku, což znamenalo vstup Španělska do Sedmileté války.
- 1797 – Valentin Vodnik začal vydávat první noviny ve slovinském jazyce – Lublanske novice.
- 1884 – V Londýně byla založena socialistická Fabiánská společnost, jež byla proti Marxovým myšlenkám a revolučnímu nastolení socialismu.
- 1948 – Myanmar (dříve Burma) vyhlásil nezávislost na Velké Británii.
- 2004 – Mars Exploration Rover: Vozítko NASA Spirit (oficiálně MER-A) přistálo úspěšně na Marsu.
- 2010 – V Dubaji byla otevřena nejvyšší budova světa Burdž Chalífa.

## Narození
Automatický abecedně řazený seznam viz Kategorie:Narození 4. ledna

### Česko

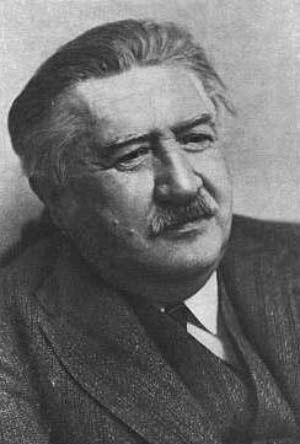
Josef Suk (* 1874)

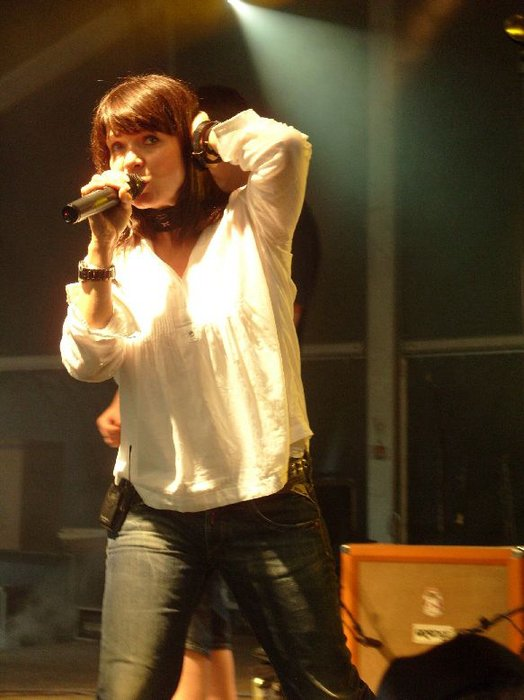
Anna K (* 1966)

- 1813 – Josef Václav Esop, lékař a politik († 14. května 1880)
- 1821 – Bedřich Havránek, malíř († 1. března 1899)
- 1846 – Jan Karafiát, evangelický farář a spisovatel († 31. ledna 1929)
- 1859 – Karel Václav Rais, spisovatel († 8. července 1926)
- 1860 – Ján Mitrovčák, československý politik († 1. srpna 1927)
- 1861 – Josef Kořínek mladší, klasický filolog († 22. srpna 1924)
- 1862 – Václav Weinzettl, architekt, ředitel průmyslové školy sochařské a kamenické v Hořicích († 24. dubna 1930)
- 1874 – Josef Suk, skladatel († 29. května 1935)
- 1876 – Emanuel Lehocký, československý politik († 24. září 1930)
- 1878 – František Navrátil, československý politik († 3. února 1954)
- 1880 – Richard Placht, sochař a rytec severočeského původu († 2. února 1962)
- 1890 – Viktor Lustig, profesionální podvodník († 11. března 1947)
- 1900 – Bedřich Fučík, literární kritik († 2. července 1984)
- 1914 – Pavel Blumenfeld, režisér a scenárista († 18. října 1982)
- 1915 – Adolf Opálka, voják, velitel skupiny Out Distance († 18. června 1942)
- 1916 – Jan Kotík, malíř († 23. března 2002)
- 1919 – Ludmila Roubíková, herečka († 11. srpna 1991)
- 1923 – Radim Hložánka, kněz a politický vězeň († 28. ledna 2017)
- 1926 – Milan Mach, herec († 20. května 1995)
- 1929 – Karel Jech, historik a novinář († 6. února 2012)
- 1938 – Karel Pospíšil, filmový a divadelní herec († 11. dubna 2015)
- 1940
  - Pavel Smetáček, jazzový klarinetista a saxofonista, kapelník († 20. listopadu 2022)
  - Jiří Kratochvil, romanopisec, dramatik a novinář
- 1943 – Petr Sadecký, publicista, teoretik výtvarného umění a mystifikátor († 9. července 1991)
- 1946 – Eva Hašková, grafička a ilustrátorka
- 1948 – Stanislava Pošustová, překladatelka a knihovnice
- 1949 – Jan Grossmann, skladatel
- 1950 – Pavel Hazuka, ředitel Národní knihovny v Praze
- 1952 – Čestmír Suška, sochař
- 1956 – Oldřich Kužílek, divadelní režisér a politik
- 1962 – Naďa Profantová, historička a archeoložka
- 1965 – Anna K., zpěvačka
- 1966 – Ladislav Maier, fotbalista
- 1979 – Danuše Nerudová, ekonomka a europoslankyně
- 1984 – Jiří Hudler, lední hokejista
- 1987 – David Rytych, florbalista

### Svět

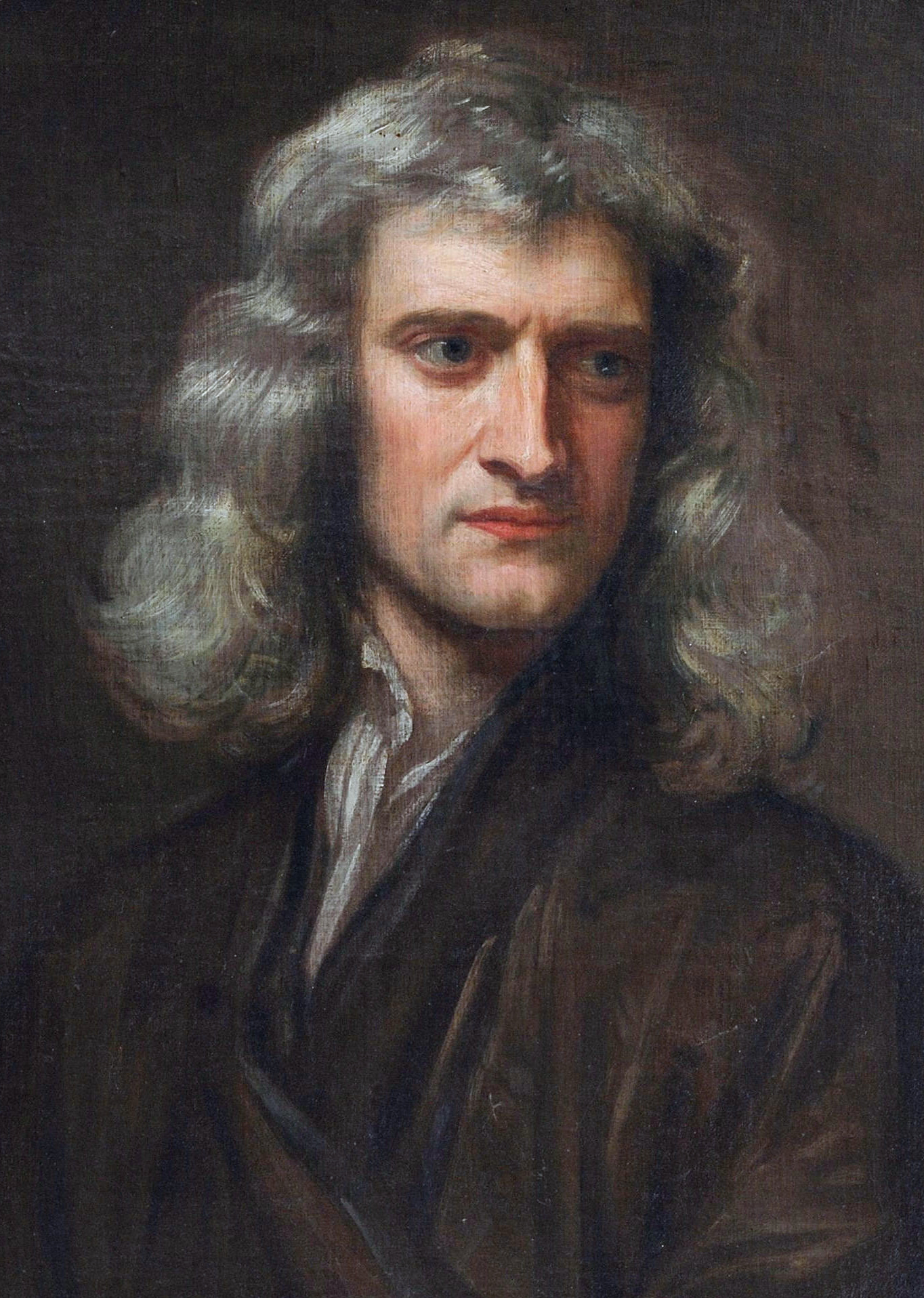
Isaac Newton (* 1643)

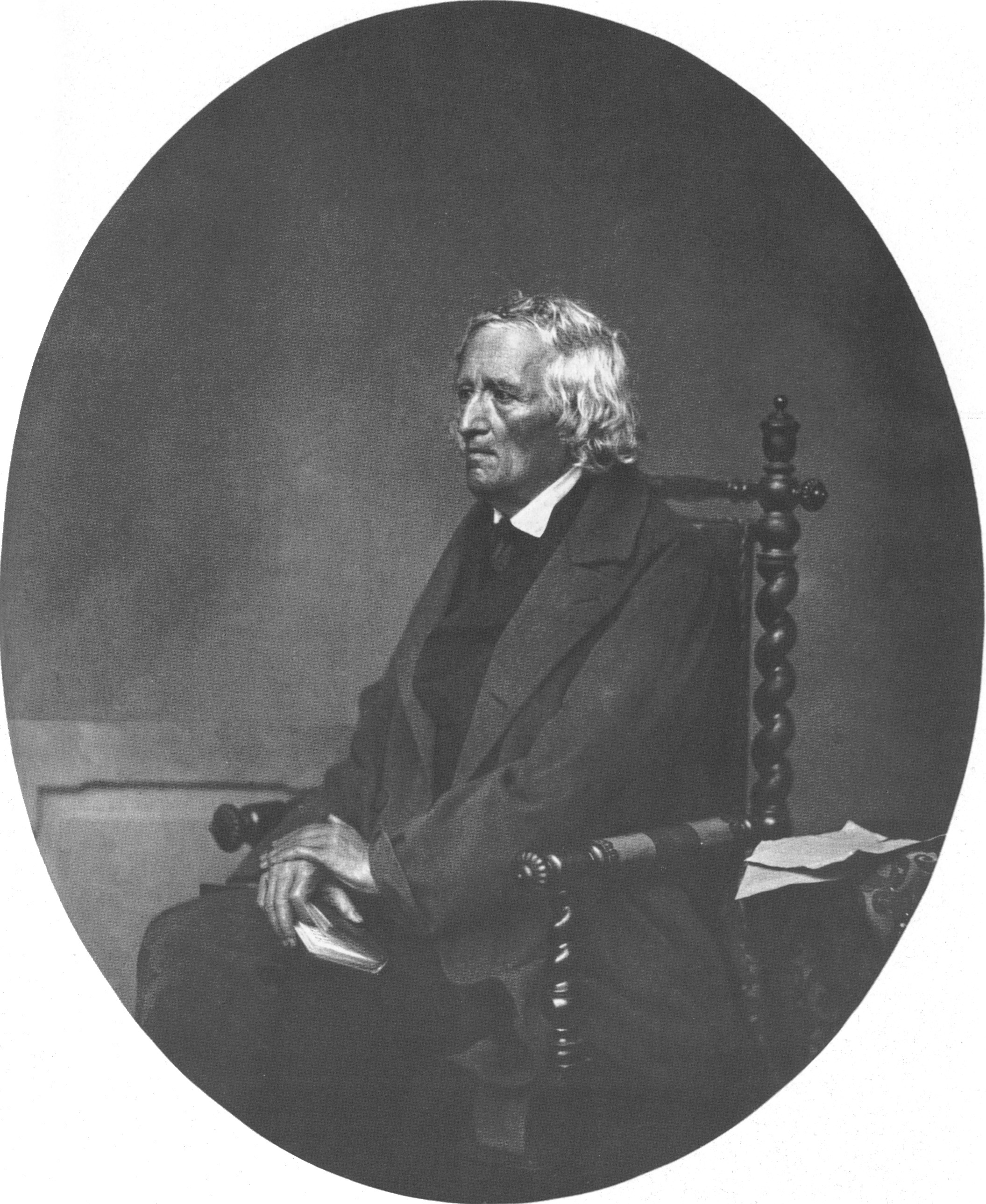
Jacob Grimm (* 1785)

Louis Braille (* 1809)

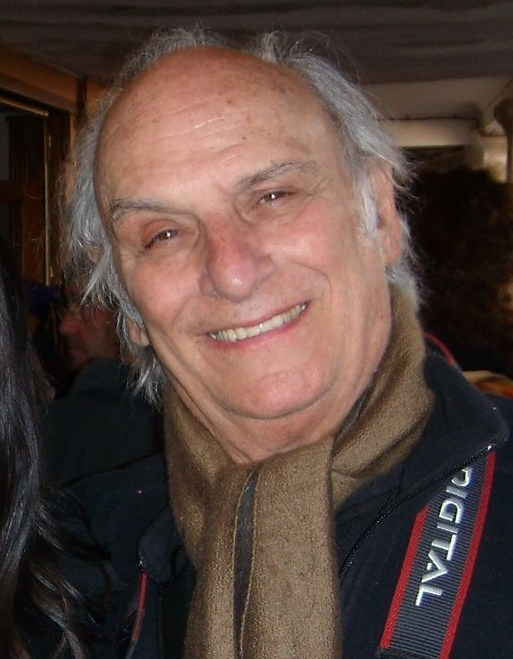
Carlos Saura (* 1932)

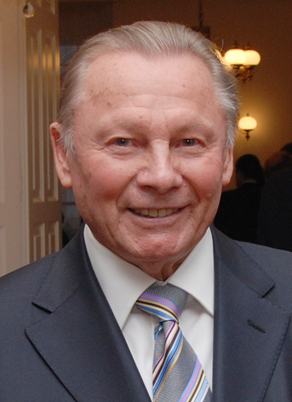
Rudolf Schuster (* 1934)

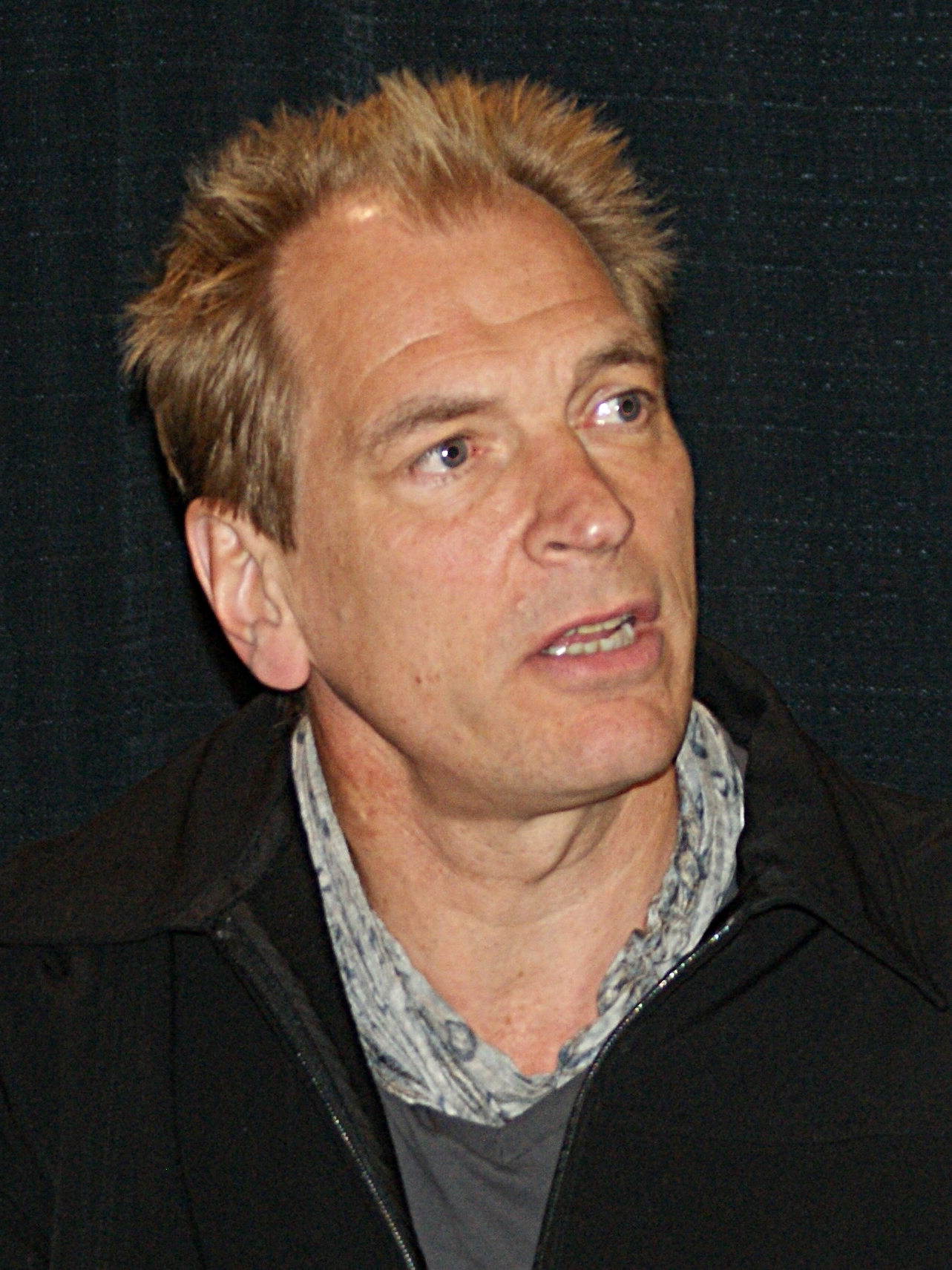
Julian Sands (* 1958)

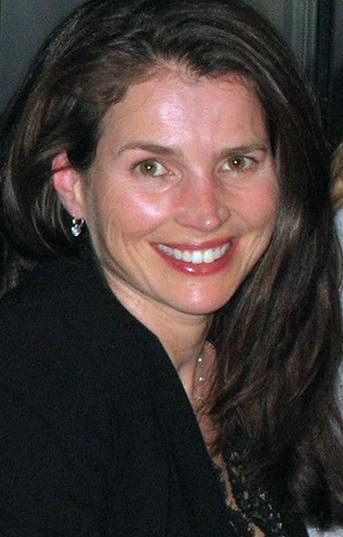
Julia Ormond (* 1965)

- 1076 – Če-cung, Čínský císař říše Sung († 23. února 1100)
- 1341 – Wat Tyler, vůdce selského povstání v Anglii († 15. června 1381)
- 1576 – Kateřina Renata Habsburská, rakouská arcivévodkyně, dcera Karla II. Štýrského († 29. června 1595)
- 1581 – James Ussher, teolog, anglikánský arcibiskup, irský primas († 21. března 1656)
- 1643 – Isaac Newton, britský matematik, fyzik a astronom († 31. března 1727)
- 1710 – Giovanni Battista Pergolesi, italský skladatel († 16. března 1736)
- 1732 – Michael Johann von Wallis, rakouský polní maršál († 18. prosince 1798)
- 1740 – Johann Rudolph Schellenberg, švýcarský botanik, entomolog, ilustrátor a rytec († 6. srpna 1806)
- 1747 – Dominique Vivant Denon, francouzský kreslíř a grafik († 27. dubna 1825)
- 1784 – François Rude, francouzský sochař († 3. listopadu 1855)
- 1785 – Jacob Grimm, německý právník a jazykovědec († 20. září 1863)
- 1797 – Wilhelm Beer, německý bankéř a astronom († 27. března 1850)
- 1807 – Baltasar Saldoni, katalánský varhaník, skladatel a muzikolog († 3. prosince 1889)
- 1809 – Louis Braille, francouzský vynálezce slepeckého písma († 6. ledna 1852)
- 1813
  - Louis Lucien Bonaparte, francouzský jazykovědec († 3. listopadu 1891)
  - Alexander Bach, rakouský konzervativní politik († 12. listopadu 1893)
- 1836 – Anna Saská, saská princezna z dynastie Wettinů († 10. února 1859)
- 1841 – Emil von Guttenberg, předlitavský šlechtic, generál a politik († 30. ledna 1941)
- 1842 – Georg Brandes, dánský myslitel a literární kritik († 19. ledna 1927)
- 1844 – Julius Zupitza, německý anglista († 6. července 1895)
- 1850 – Griffith J. Griffith, americký novinář a průmyslník († 6. července 1919)
- 1851 – Bedrifelek Kadınefendi, manželka osmanského sultána Abdulhamida II. († 6. února 1930)
- 1852 – Teresa Titos Garzón, španělská řeholnice († 14. února 1915)
- 1853 – Şayan Kadınefendi, třetí manželka osmanského sultána Murada V. († 15. března 1945)
- 1870 – Herman Lieberman, polský politik († 21. října 1941)
- 1874
  - George Adee, americký fotbalista a tenista († 31. července 1948)
  - Svend Fleuron, dánský spisovatel († 5. dubna 1966)
- 1875 – Oskar Körner, nacista zastřelený za Pivnicového puče († 9. listopadu 1923)
- 1877 – Marsden Hartley, americký malíř a spisovatel († 2. října 1943)
- 1881
  - Patrick Ryan, americký olympijský vítěz v hodu kladivem († 13. února 1964)
  - Wilhelm Lehmbruck, německý expresionistický sochař († 25. března 1919)
- 1890 – Moša Pijade, jugoslávský komunistický politik a partyzán († 15. března 1957)
- 1900 – Walter Bertsch, ministr práce a hospodářství Protektorátu Čechy a Morava († 5. ledna 1952)
- 1903 – Georg Elser, Němec, nezdařilý atentátník na Adolfa Hitlera († 9. dubna 1945)
- 1906 – Alexander Húščava, slovenský historik († 9. srpna 1969)
- 1907 – Harry von Noé, rakouský pianista († 10. července 1998)
- 1909 – Cilly Aussemová, německá tenistka († 22. března 1963)
- 1913 – Malietoa Tanumafili II., vládce Západní Samoy od roku 1962 († 11. května 2007)
- 1914 – Jean-Pierre Vernant, francouzský historik († 9. ledna 2007)
- 1915
  - Titus Zeman, slovenský kněz, oběť komunismu († 8. ledna 1969)
  - Marie-Louise von Franz, švýcarská psycholožka († 17. února 1998)
- 1916 – Princezna Niloufer, osmanská princezna a vnučka sultána Murada V. († 12. června 1989)
- 1919 – Chajim Chermeš, maďarský parašutista, člen výsadkové skupiny Amsterdam († 23. března 2007)
- 1920
  - Naftali Feder, izraelský politik († 11. listopadu 2009)
  - Robert Lamoureux, francouzský filmař († 29. října 2011)
- 1922
  - Doreen Valiente, anglická čarodějnice († 1. září 1999)
  - Frank Wess, americký saxofonista a flétnista († 30. října 2013)
- 1925 – Veikko Hakulinen, finský běžec na lyžích, trojnásobný olympijský vítěz († 24. října 2003)
- 1929
  - Al Dreares, americký jazzový bubeník
  - Amitai Etzioni, izraelsko-americký sociolog († 31. května 2023)
- 1931 – William Deane, guvernér Austrálie
- 1932
  - Paul Virilio, francouzský kulturní teoretik a urbanista
  - Carlos Saura, španělský fotograf a filmový režisér († 10. února 2023)
- 1933
  - Ilia II., duchovní vůdce Gruzínské pravoslavné církve
  - Henri-François Van Aal, belgický frankofonní žurnalista a politik († 19. srpna 2001)
- 1934 – Rudolf Schuster, prezident Slovenské republiky
- 1936 – Gianni Vattimo, italský politik a filosof
- 1938 – Halina Górecka, polská sprinterka, olympijská vítězka
- 1940
  - Helmut Jahn, německý architekt († 8. května 2021)
  - Brian David Josephson, velšský fyzik
  - Kao Sing-ťien, čínský dramatik a nositel Nobelovy ceny za literaturu
- 1942 – John McLaughlin, anglický kytarista a skladatel, zakladatel Mahavishnu Orchestra
- 1945 – Richard Schrock, americký chemik, Nobelova cena 2005
- 1946 – Dušan Dušek, slovenský básník, prozaik, filmový scenárista
- 1947 – Chris Cutler, britský bubeník a hudební teoretik narozený v USA
- 1948
  - Gennadij Gagulija, premiér Abcházie († 8. září 2018)
  - Rám Baran Jádav, první nepálský prezident
- 1951 – Kim Miyori, americká herečka
- 1956
  - Zahava Gal-On, izraelská politička
  - Ann Magnuson, americká herečka a zpěvačka
  - Nels Cline, americký kytarista
  - Corina Casanovová, spolková kancléřka Švýcarska
- 1958 – Julian Sands, anglický herec († 2023)
- 1960 – Michael Stipe, americký hudebník a vedoucí zpěvák skupiny R.E.M.
- 1962 – Peter Steele, americký hudebník († 14. dubna 2010)
- 1963 – Till Lindemann, německý hudebník, člen skupiny Rammstein
- 1965 – Julia Ormond, britská filmová a divadelní herečka
- 1970 – Christopher Cassidy, americký astronaut
- 1978 – Dominik Hrbatý, slovenský tenista
- 1979 – Seremaia Bai, fidžijský ragbista
- 1980 – Miguel Monteiro, portugalský fotbalista
- 1983 – Spencer Chamberlain, americký zpěvák
- 1984 – Jelena Migunovová, ruská atletka
- 1985 – Kari Aalvik Grimsbø, norská házenkářka
- 1986
  - Kyrylo Budanov, ukrajinský generál
  - James Milner, anglický fotbalista
- 1987 – Liliana Fernándezová, španělská plážová volejbalistka
- 1995 – María Isabel, španělská zpěvačka
- 1996 – Emma Mackey, francouzsko-britská herečka
- 1999 – Nico Hischier, švýcarský lední hokejista

## Úmrtí
Automatický abecedně řazený seznam viz Kategorie:Úmrtí 4. ledna

### Česko

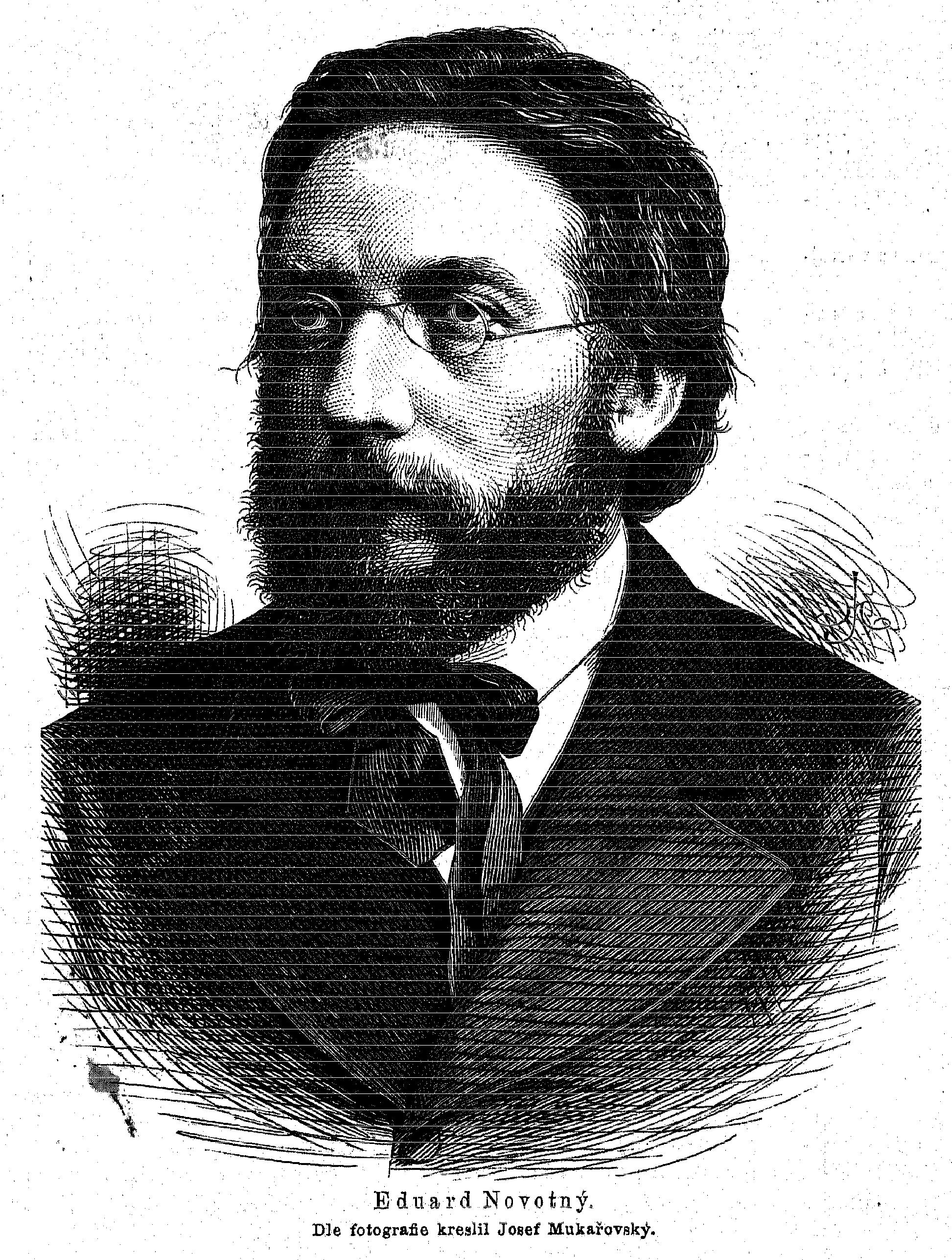
Eduard Novotný († 1876)

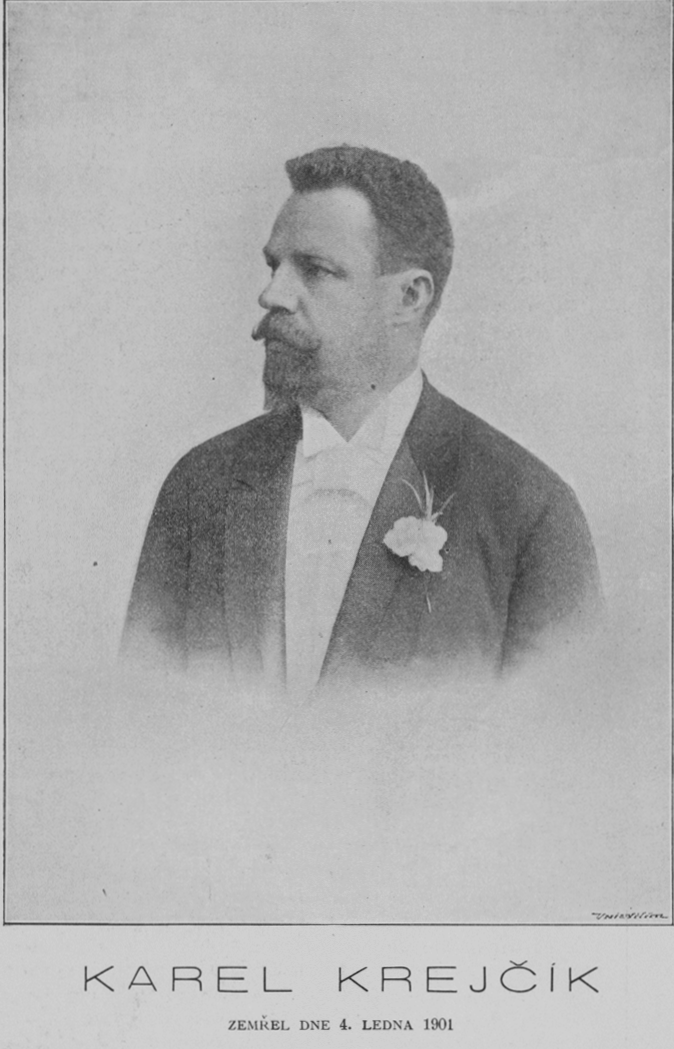
Karel Krejčík († 1901)

- 1735 – Jan Florián Hammerschmidt, kněz, spisovatel a básník (* 4. května 1652)
- 1767 – Jan Ferdinand Schor, rakouský malíř, inženýr a zahradní architekt působící v Čechách (* 24. června 1686)
- 1800 – Johann Heinrich Marzy, historik a kronikář Jihlavy a mědirytec (* 15. srpna 1722)
- 1869 – Emanuel Arnold, novinář a agitátor (* 9. listopadu 1800)
- 1876 – Eduard Novotný, jazykovědec a průkopník těsnopisu (* 23. března 1833)
- 1880 – Anton Mansuet Richter, rakouský a český právník a politik německé národnosti (* 10. května 1810)
- 1898 – František Pivoda, hudební pedagog a kritik (* 19. října 1824)
- 1901 – Karel Krejčík, ilustrátor a karikaturista (* 31. ledna 1857)
- 1903 – Sylvestr Krnka, puškař a vynálezce (* 29. prosince 1825)
- 1908 – Vilém Heš, operní zpěvák (* 3. července 1860)
- 1923 – Františka Skaunicová, politička (* 15. března 1871)
- 1930 – Josef Kowař, probošt litoměřické kapituly (* 3. října 1850)
- 1937
  - Václav František Rudolf, spisovatel, malíř, fotograf a divadelník (* 17. října 1851)
  - Vincenc Drbohlav, kněz, vlastenec a spisovatel (* 26. srpna 1861)
- 1946 – Rudolf Králíček, generál československé armády (* 19. ledna 1862)
- 1951 – Rozálie Hajníková, politička (* 4. září 1874)
- 1952 – František Souček, hudební skladatel (* 20. března 1880)
- 1953 – Jindřich Heisler, surrealistický spisovatel a výtvarník (* 1. září 1914)
- 1958
  - Lev Sychrava, právník, novinář a politik (* 16. prosince 1887)
  - Adolf Ludvík Krejčík, archivář a historik (* 14. června 1877)
- 1961 – Jan Opočenský, diplomat a historik (* 26. května 1885)
- 1967 – Josef Ryšavý, profesor geodezie a rektor na ČVUT (* 6. ledna 1884)
- 1969 – Jaroslav Bauer, lingvista (* 5. dubna 1924)
- 1971
  - Ladislav Borovanský, anatom (* 1. dubna 1897)
  - Josef Matouš, literární kritik a překladatel (* 21. června 1881)
- 1974 – Karel Janeček, hudební teoretik, skladatel, pedagog (* 20. února 1903)
- 1992 – Jan Otokar Fischer, profesor dějin francouzské literatury a překladatel (* 30. listopadu 1923)
- 2004 – Helena Růžičková, herečka (* 13. června 1936)
- 2007 – Eva Nováková, politička (* 29. července 1955)
- 2012 – Josef Hejzlar, historik umění, sinolog, překladatel a publicista (* 21. ledna 1927)
- 2013
  - Miroslav Fára, plastický chirurg (* 29. července 1923)
  - Miloš Kouřil, archivář a historik (* 1. června 1932)
- 2019
  - Milan Balabán, evangelický teolog a religionista (* 3. září 1929)
  - Inka Šecová, herečka (* 15. dubna 1943)
- 2023 – Marie Ďurovičová, sportovní gymnastka a olympijská vítězka (* 11. května 1927)

### Svět

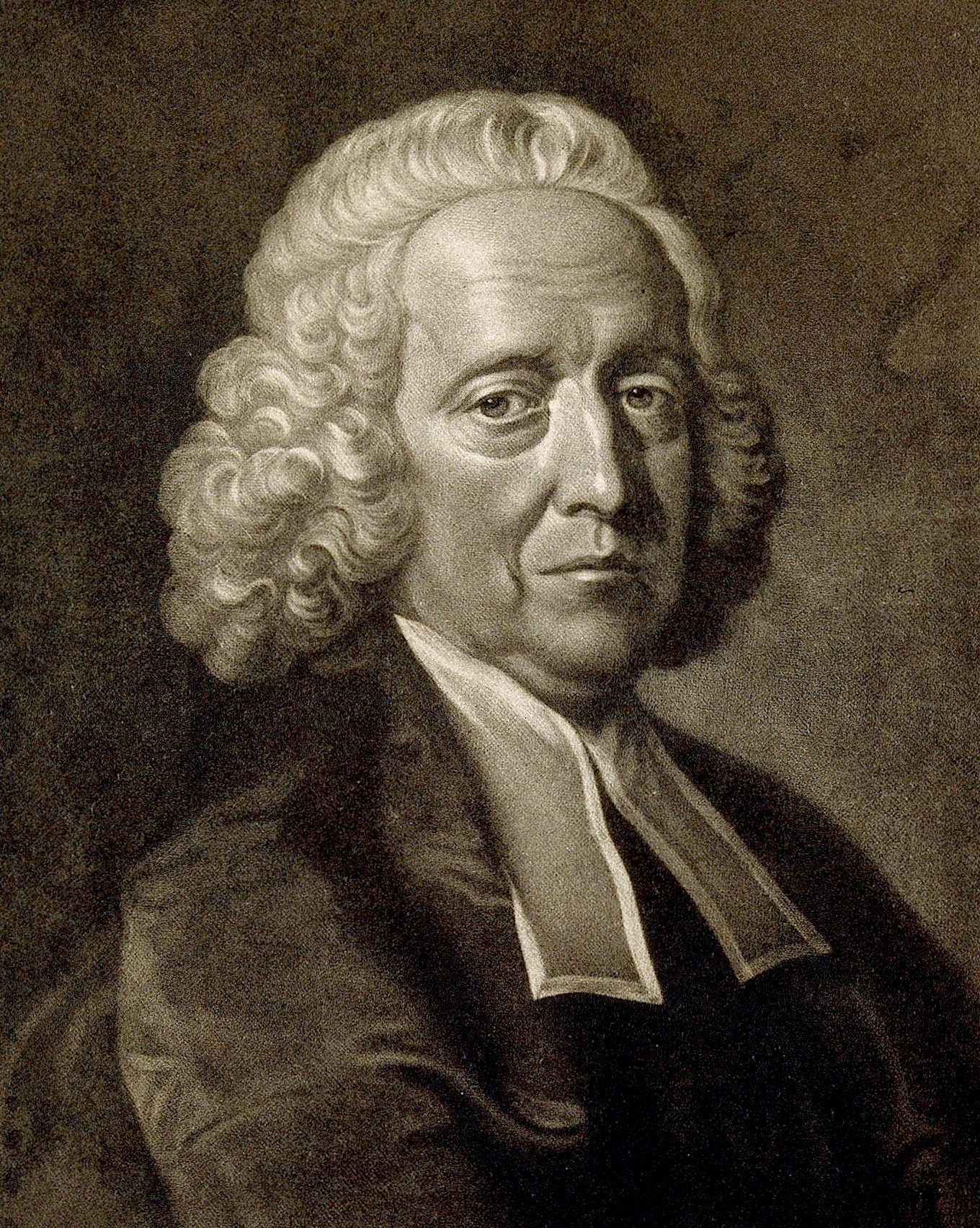
Stephen Hales († 1761)

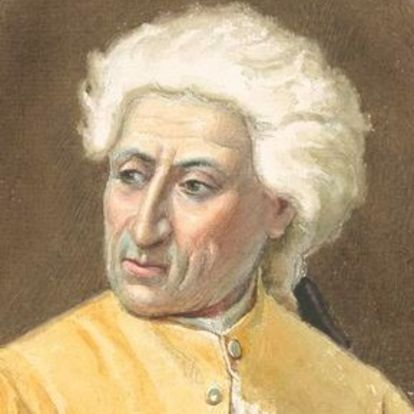
Giuseppe Giordani († 1798)

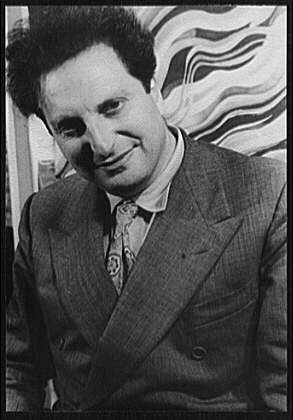
Carlo Levi († 1975)

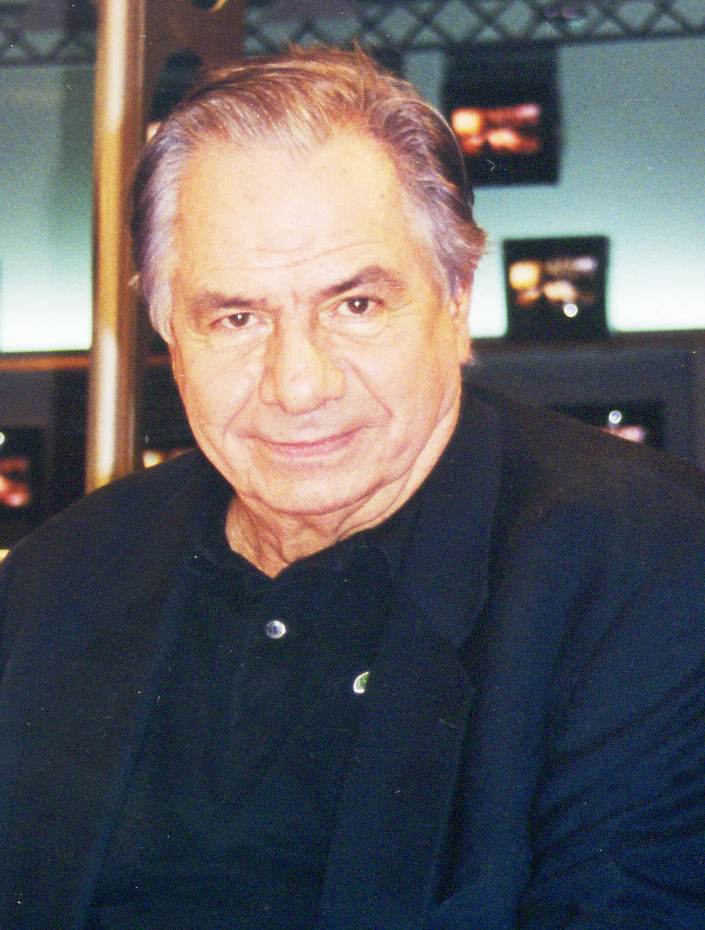
Michel Galabru († 2016)

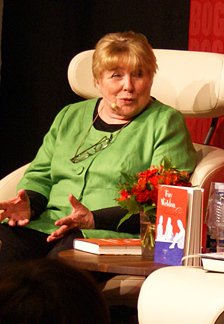
Fay Weldonová († 2023)

- 1248 – Sancho II. Portugalský, portugalský král (* 8. září 1209)
- 1256 – Bernard II. Sponheimský, korutanský vévoda (* okolo 1180)
- 1309 – Blahoslavená Anděla z Foligna, mystička a řeholnice (* 1248)
- 1604 – František Nádasdy, manžel Alžběty Báthoryové (* 6. října 1555)
- 1609 – Giovanni Giacomo Gastoldi, italský hudební skladatel (* 1550)
- 1635 – Alžběta Lotrinská, vévodkyně a kurfiřtka bavorská (* 9. října 1574)
- 1695 – François-Henri de Montmorency, vévoda lucemburský, francouzský generál (* 8. ledna 1628)
- 1701 – Ernst Rüdiger von Starhemberg, rakouský polní maršál (* 12. ledna 1638)
- 1707 – Ludvík Vilém I. Bádenský, velitel říšských císařských vojsk (* 8. dubna 1655)
- 1733 – Fatma Sultan, osmanská princezna a dcera sultána Ahmeda III. (* 22. září 1704)
- 1752 – Gabriel Cramer, švýcarský matematik (* 31. července 1704)
- 1761 – Stephen Hales, anglický fyziolog, chemik a vynálezce (* 17. září 1677)
- 1767 – Jan Ferdinand Schor, rakouský malíř, inženýr a zahradní architekt působící v Čechách (* 24. června 1686)
- 1786 – Moses Mendelssohn, německý židovský učenec a filosof (* 6. září 1729)
- 1798 – Giuseppe Giordani, italský hudební skladatel (* 19. prosince 1751)
- 1801 – Luisa Šarlota Meklenbursko-Zvěřínská, dědičná sasko-gothajsko-altenburská princezna (* 19. listopadu 1779)
- 1804 – Charlotte Lennoxová, skotská spisovatelka a básnířka (* 1730)
- 1825 – Ferdinand I. Neapolsko-Sicilský, první král Království obojí Sicílie (* 12. ledna 1751)
- 1849 – Franz Xaver Gabelsberger, německý vynálezce těsnopisu (* 9. února 1789)
- 1863 – William Dunn Moseley, americký politik, první guvernér státu Florida (* 1. února 1785)
- 1877 – Cornelius Vanderbilt, americký podnikatel v oblasti dopravy a železničního stavitelství (* 27. května 1794)
- 1880
  - Anselm Feuerbach, německý malíř (* 12. září 1829)
  - Refia Sultan, osmanská princezna a dcera sultána Abdulmecida I. (* 7. února 1842)
- 1882 – John William Draper, americký přírodovědec a historik (* 5. května 1811)
- 1890 – Karel Vilém Auersperg, rakouský ministerský předseda (* 1. května 1814)
- 1896 – Henri-Alfred Jacquemart, francouzský sochař (* 24. února 1824)
- 1913 – Alfred von Schlieffen, německý polní maršál (* 28. února 1833)
- 1919 – Carl Weisshuhn, slezský podnikatel (* 27. února 1837)
- 1920 – Benito Pérez Galdós, španělský spisovatel (* 10. května 1843)
- 1921 – Ernest Denis, francouzský historik a slavista (* 3. ledna 1849)
- 1924 – Alfred Grünfeld,  rakouský klavírista a skladatel (* 4. června 1852)
- 1926 – Markéta Savojská, italská královna (* 20. listopadu 1851)
- 1928 – Samuel Zoch, slovenský kněz, spisovatel a politik (* 18. prosince 1882)
- 1931
  - Art Acord, americký herec němého filmu a rodeový šampion (* 17. dubna 1890)
  - Luisa Koburská, vévodkyně z Fife, dcera britského krále Eduarda VII. (* 20. února 1867)
- 1936 – James Churchward, britský okultní spisovatel a vynálezce (* 27. února 1851)
- 1941 – Henri Bergson, francouzský filozof (* 18. října 1859)
- 1942 – Melvin Sheppard, americký atlet, čtyřnásobný olympijský vítěz (* 5. září 1883)
- 1945 – Nikolaus Heilmann, nacistický důstojník (* 20. dubna 1903)
- 1957 – Theodor Körner, rakouský prezident (* 23. dubna 1873)
- 1958 – Adelgunda Bavorská, princezna Hohenzollern (* 17. října 1870)
- 1960 – Albert Camus, francouzský spisovatel a filozof (* 7. listopadu 1913)
- 1961 – Erwin Schrödinger, rakouský teoretický fyzik, jeden ze zakladatelů kvantové mechaniky (* 12. srpna 1887)
- 1964 – Wilhelm Heckrott, německý malíř a grafik (* 15. ledna 1890)
- 1965 – Thomas Stearns Eliot, americký básník a esejista (* 26. září 1888)
- 1966 – Inga Voroninová, sovětská rychlobruslařka (* 29. srpna 1936)
- 1967
  - Donald Campbell, britský automobilový závodník (* 23. března 1921)
  - Boris Kraigher, jugoslávský politik slovinského původu a národní hrdina Jugoslávie (* 14. února 1914)
- 1968 – Joseph Pholien, premiér Belgie (* 28. prosince 1884)
- 1969 – Paul Chambers, americký kontrabasista (* 22. dubna 1935)
- 1975 – Carlo Levi, italský spisovatel (* 29. listopadu 1902)
- 1977 – Achille Campanile, italský spisovatel (* 28. září 1899)
- 1982 – Eli Ilan, izraelský sochař (* 3. dubna 1928)
- 1986
  - Christopher Isherwood, britský spisovatel (* 26. srpna 1904)
  - Phil Lynott, irský zpěvák, člen rockové skupiny Thin Lizzy (* 20. srpna 1949)
- 1988 – Michal Šteinhíbel, slovenský spisovatel (* 23. září 1901)
- 1989 – Dvora Necer, izraelská politička (* 1. května 1897)
- 1990 – Harold Eugene Edgerton, americký vynálezce stroboskopu (* 6. dubna 1903)
- 1991 – Leo Wright, americký jazzový hudebník (* 14. prosince 1933)
- 1996 – Alfredo Nobre da Costa, premiér Portugalska (* 10. září 1923)
- 2004 – Eduard Sibirjakov, sovětský volejbalista (* 27. listopadu 1941)
- 2005 – Humphrey Carpenter, anglický životopisec, spisovatel a rozhlasový hlasatel (* 29. dubna 1946)
- 2006 – Maktúm bin Rášid Ál Maktúm, premiér Spojených arabských emirátů (* 1943)
- 2009 – Lei Clijsters, belgický fotbalista (* 9. listopadu 1956)
- 2010 – Cutomu Jamaguči, jediný oficiálně uznaný člověk přeživší výbuchů atomové bomby v Hirošimě i Nagasaki (* 16. března 1916)
- 2011
  - Gerry Rafferty, skotský zpěvák (* 16. dubna 1947)
  - Salmán Tásír, pákistánský politik (* 12. června 1946)
  - Alí Rezá Pahlaví, íránský princ (* 28. dubna 1966)
- 2012
  - Eve Arnoldová, americká fotožurnalistka (* 21. dubna 1912)
  - Kerry McGregor, skotská zpěvačka (* 30. října 1974)
- 2013 – Jozef Kočiš, slovenský historik a archivář (* 23. ledna 1928)
- 2016 – Michel Galabru, francouzský herec (* 27. října 1922)
- 2017 – Georges Prêtre, francouzský dirigent  (* 14. srpna 1924)
- 2022 – Rolf-Dieter Amend, německý vodní slalomář a trenér rychlostních kanoistů (* (21. března 1949)
- 2023
  - Rosi Mittermaierová, německá alpská lyžařka (* 5. srpna 1950)
  - Fay Weldonová, anglická spisovatelka (* 22. září 1931)

## Svátky

### Česko
- Diana
- Blahomila, Blahomíra, Blahoslava
- Angela, Anděla, Alžběta

### Svět
- Slovensko: Drahoslav
- Barma: Den nezávislosti
- Srí Lanka: Tamil Thai Pongal
- Zaire: Den mučedníků
- Světový den Braillova písma

### Liturgické svátky
- bl. Anděla z Foligna

## Pranostiky

### Česko
- Svatá Ida, ta dne přidá.

| 4. leden v pražském KlementinuÚdaje jsou platné k 11. 3. 2025. | 4. leden v pražském KlementinuÚdaje jsou platné k 11. 3. 2025. | 4. leden v pražském KlementinuÚdaje jsou platné k 11. 3. 2025. |
| minimum                                                        | denní průměr                                                   | maximum                                                        |
| -------------------------------------------------------------- | -------------------------------------------------------------- | -------------------------------------------------------------- |
| −22,6 °C (1795)                                                | 0,0 °C (od 1961)                                               | 12,9 °C (1925)                                                 |